# Palo Dulce, Mexico City
Palo Dulce är en ort i Mexiko.   Den ligger i kommunen Milpa Alta och delstaten Distrito Federal, i den sydöstra delen av landet, 30 km sydost om huvudstaden Mexico City. Palo Dulce ligger 2 440 meter över havet och antalet invånare är 107.
Terrängen runt Palo Dulce är varierad. Runt Palo Dulce är det tätbefolkat, med 411 invånare per kvadratkilometer. Närmaste större samhälle är Xochimilco, 14,1 km nordväst om Palo Dulce. Trakten runt Palo Dulce består till största delen av jordbruksmark.